# João Vitor Araújo
João Vitor Araújo (Rio de Janeiro, 19 de março de 1985) é um figurinista, designer gráfico e de indumentária e carnavalesco brasileiro. Está a frente da Beija-Flor de Nilópolis desde o carnaval de 2024 e em 2025 conquistou o título após um hiato da escola de sete anos.

## Biografia
Sua paixão pelo carnaval começou na adolescência na Ilha do Governador. Na infância, começou a frequentar a quadra da União da Ilha, ajudando na confecção das fantasias e desfilando pela escola de coração.
No final de 2000, começou a trabalhar na Portela junto do carnavalesco Alexandre Louzada, nos preparativos para o carnaval de 2001. Depois, passou 5 anos na Mangueira como aderecista e depois chefe de adereços com Max Lopes. Em 2006 trabalhou na Unidos do Viradouro com Paulo Barros. Depois acompanhou o carnavalesco Fábio Ricardo na carreira solo dele na Acadêmicos da Rocinha. Também trabalhou como figurinista junto com os carnavalescos Luis Carlos Bruno e Edson Pereira. 
Em 2013, recebeu sua primeira chance como carnavalesco principal, ao desenvolver o carnaval da escola de samba capixaba Independente de São Torquato e ano seguinte, fez o carnaval da Viradouro em 2014. Nesse ano, foi campeão da Série A (segunda divisão), levando a Viradouro de volta ao Grupo Especial. Em 2015, além de continuar como carnavalesco da Viradouro, João também assumiu a Novo Império (escola do carnaval de Vitória).
Em 2017, foi o carnavalesco da Acadêmicos da Rocinha, levando a escola ao sexto lugar da Série A. Além disso, também foi o carnavalesco da Unidos do Cabuçu, na Série B, e esteve na equipe de Paulo Barros na Portela, ajudando a escola a quebrar o jejum de 33 anos sem títulos.  Em 2018 e em 2019, foi carnavalesco da Unidos de Padre Miguel.
Em 2020, se tornou carnavalesco do Paraíso do Tuiuti, sendo naquele ano o único carnavalesco negro a assinar um desfile no Grupo Especial. A escola apresentou um enredo que realizava o encontro entre São Sebastião, padroeiro da escola e da cidade do Rio de Janeiro, e Dom Sebastião, rei de Portugal, a partir do sebastianismo. A escola terminou na 11.ª posição.
Para o carnaval 2022, seria o carnavalesco da São Clemente, ao lado de Tiago Martins, com o enredo "Ubuntu". De cara, João Vitor causou uma mudança no estilo da escola, deixando de lado os desfiles críticos e de cunho político, apostando numa levada mais humanista e de fácil aceitação.  Contudo, foi demitido da escola no final de 2020, antes da realização do carnaval. Em 2021, foi contratado pela Acadêmicos do Cubango para ser o novo carnavalesco da escola. Ele desenvolveu, no carnaval de 2022, um enredo sobre a atriz Chica Xavier. Em 2024 assumiu como carnavalesco da Beija-Flor, conquistando o título de 2025 com um desfile em homenagem a Laíla.

## Carnavais
Abaixo, a lista de desfiles assinados por João Vitor.
| Ano  | Escola                 | Colocação              | Divisão        | Enredo                                                                                             | Ref.         |
| ---- | ---------------------- | ---------------------- | -------------- | -------------------------------------------------------------------------------------------------- | ------------ |
| 2013 | São Torquato           | 6º lugar               | Grupo Especial | Onde está o ouro? Pegue o mapa da mina e encontre o seu tesouro                                    |              |
| 2014 | Viradouro              | Campeã                 | Série A        | Sou a Terra de Ismael, 'Guanabaran' eu vou cruzar... Pra você tiro o chapéu, Rio eu vim te abraçar | [ 9 ] [ 10 ] |
| 2015 | Viradouro              | 12.º lugar (Rebaixada) | Especial       | Nas veias do Brasil, é a Viradouro em um dia de graça                                              | [ 11 ]       |
| 2015 | Novo Império           | 5.º lugar              | Especial A     | Espelho, espelho meu                                                                               |              |
| 2017 | Rocinha                | 6.º lugar              | Série A        | No saçarico da Marquês, tem mais um freguês: Viriato Ferreira                                      | [ 12 ]       |
| 2017 | Cabuçu                 | Vice-campeã            | Série B        | Domingo Menino Dominguinhos                                                                        |              |
| 2018 | Unidos de Padre Miguel | Vice-campeã            | Série A        | O eldorado submerso: Delírio Tupi-Parintintin                                                      | [ 13 ]       |
| 2019 | Unidos de Padre Miguel | 6.º lugar              | Série A        | "Qualquer semelhança não terá sido mera coincidência"                                              | [ 14 ]       |
| 2020 | Paraíso do Tuiuti      | 11.º lugar             | Especial       | O Santo e o Rei: Encantarias de Sebastião                                                          | [ 6 ]        |
| 2022 | Cubango                | 15.º lugar (Rebaixada) | Série Ouro     | O Amor Preto Cura: Chica Xavier, a Mãe Baiana do Brasil                                            |              |
| 2023 | Paraíso do Tuiuti      | 8.° lugar              | Especial       | Mogangueiro da Cara Preta                                                                          | [ nota 1 ]   |
| 2024 | Beija-Flor             | 8.° lugar              | Especial       | Um delírio de Carnaval na Maceió de Rás Gonguila                                                   | [ 15 ]       |
| 2025 | Beija-Flor             | Campeã                 | Especial       | Laíla de todos os Santos, Laíla de todos os Sambas                                                 | [ 1 ]        |
| 2026 | Beija-Flor             |                        | Especial       | Bembé                                                                                              | [ 16 ]       |

## Títulos e estatísticas
| Divisão         | Campeonato | Ano  | Vice | Ano  | Terceiro lugar | Ano |
| --------------- | ---------- | ---- | ---- | ---- | -------------- | --- |
| Grupo Especial  | 1          | 2025 | 0    | -    | 0              | -   |
| Segunda divisão | 1          | 2014 | 1    | 2018 | 0              | -   |

## Premiações
- Estrela do Carnaval

1. 2018 - Melhor conjunto de fantasias e alegorias (Unidos de Padre Miguel) [17]
2. 2025 - Melhor carnavalesco (Beija-Flor) [18]

- Gato de Prata

1. 2014 - Revelação (como carnavalesco da Viradouro) [19]

- OSK do Samba

1. 2014 - Melhor enredo (Viradouro - "Sou a Terra de Ismael, 'Guanabaran' eu vou cruzar... Pra você tiro o chapéu, Rio eu vim te abraçar") [20]

- Plumas & Paetês Cultural

1. 2014 - Melhor carnavalesco (Viradouro) [21]
2. 2016 - Melhor desenhista (Portela) [22]
3. 2017 - Melhor carnavalesco (Cabuçu) [23]
4. 2017 - Melhor figurinista (Rocinha) [23]
5. 2018 - Melhor figurinista (Unidos de Padre Miguel) [24]

- Prêmio SRzd

1. 2017 - Melhor carnavalesco (Rocinha) [25]

- Prêmio Ziriguidum

1. 2014 - Revelação (como carnavalesco da Viradouro) [26][27]

- S@mba-Net

1. 2014 - Revelação (como carnavalesco da Viradouro) [28]
2. 2017 - Melhor enredo (Rocinha - "No Saçarico da Marquês, Tem Mais Um Freguês: Viriato Ferreira") [29]
3. 2017 - Melhor conjunto de fantasias (Rocinha) [29]
4. 2018 - Melhor conjunto de fantasias (Unidos de Padre Miguel) [30]

- Troféu Jorge Lafond

1. 2014 - Revelação (como carnavalesco da Viradouro) [31][32]

- Troféu Sambista

1. 2017 - Melhor conjunto de fantasias (Rocinha) [33]

- Troféu Tupi

1. 2025 - Melhor enredo (Beija-Flor - Laíla de Todos os Santos, Laíla de Todos os Sambas) [34]
2. 2025 - Melhor carnavalesco (Beija-Flor) [34]